# Бурея (Амурская область)
Буре́я — посёлок городского типа в Бурейском районе Амурской области России, административный центр муниципального образования рабочий посёлок (пгт) Бурея.

## География
Расположен в восточной части Амурской области в 170 км к юго-востоку от Благовещенска, с правой стороны автодороги «Амур» и разделён на три части железной дорогой (Транссиб и Райчихинская ветка). Станция Бурея Забайкальской железной дороги.
По западной окраине посёлка протекает река Тюкан (правый приток Буреи). Расстояние до административного центра Бурейского района пос. Новобурейский — около 5 км (в восточном направлении). Население — 3375 чел. (2023).

## История
До 1911 г. Бурейское зимовье — так назывался посёлок, а с 1911 по 1921 г.г. — Бурейский разъезд. А с 1922 года разъезд назывался Бурейским посёлком.
В 1924 г. в посёлке возникли первые улицы — Мухинская, на этой улице было 15 домов, на улице Амбулаторной — 6 домов, на улице Вокальной 6—9 домов. Всего в Бурейском посёлке насчитывалось 45 домов и три деревянных барака. До 1935 года появились в Бурее следующие предприятия: ремонтная мастерская «Бурейстрой», пекарня ЛЕСПО «Молот», пошивочная мастерская, промартель «Кустарь» и др. Наиболее высокими темпами посёлок развивался после 1935 года, когда по новому административному делению области выделили Бурейский район из Завитинской волости с центром в посёлке Бурея.
Статус посёлка городского типа с 1929 года.
Официальным считается — посёлок Бурея образован в 1913 году на 8026 км транссибирской магистрали как железнодорожная станция и производственный узел для обслуживания железной дороги.
Праздник, День посёлка, традиционно отмечается в День железнодорожника.

## Население
| 1939  | 1959  | 1968  | 1970  | 1979  | 1989  |
| ----- | ----- | ----- | ----- | ----- | ----- |
| 6131  | ↗8312 | ↗8800 | ↘7702 | ↘7263 | ↘6736 |
| 2002  | 2009  | 2010  | 2011  | 2012  | 2013  |
| ↘5598 | ↘5401 | ↘4833 | ↘4829 | ↘4712 | ↘4649 |
| 2014  | 2015  | 2016  | 2017  | 2018  | 2020  |
| ↘4521 | ↘4388 | ↘4332 | ↘4281 | ↘4214 | ↘4021 |
| 2021  | 2023  |       |       |       |       |
| ↘3482 | ↘3375 |       |       |       |       |

## Местное самоуправление
В центре посёлка, в двухэтажном здании располагается администрация городского поселения. Управляющая организация многоквартирных домов — «Заказчик Буреи». Во дворе находится гараж администрации.

## Безопасность
Кабинет участкового уполномоченного полиции располагается в здании администрации посёлка.
На железнодорожном вокзале охраной правопорядка занимаются сотрудники полиции линейного отдела на транспорте МВД РФ и охранники частной структуры. Установлены рамки металлодетектора.
Пожарную охрану и спасение людей осуществляет пожарная часть ГПС № 56 МЧС РФ по Амурской области (п. Новобурейский).

## Экономика
Предприятия железнодорожного транспорта:
- Оборотное локомотивное депо (ТЧ-11 ст. Белогорск);
- Участок дистанции электроснабжения;
- Дом связи;
- Бурейский участок дистанции пути ПЧ-18 ст. Завитая;
- Дистанция гражданских сооружений, водоснабжения и водоотведения (НГЧ);
- Автоколонна;
- ООО « Дальневосточное вагонно-ремонтное депо»;
- Восстановительный поезд № 13;
- Станция, включая товарную контору;
- Пункт технического осмотра вагонов ВЧД-7;
- Склад топлива НОДХ (дизельное топливо, смазочные масла, угольный склад).

Другие предприятия и учреждения:
- Бурейский хлебозавод;
- Хлебоприёмное предприятие;
- Участок компании «Ростелеком»;
- Участок электросетей ОАО ДРСК;
- Производственный участок «Антекоил» (асфальт);
- Военкомат Бурейского и Архаринского районов и г. Райчихинска (включая п. Прогресс);
- Районный топливный склад.

Частные предприниматели занимаются выпечкой хлебобулочных изделий, а также занимаются ремонтом автомобилей. Работают несколько парикмахерских, услуги солярия в ТЦ «Бурея». Работает муниципальная баня.

## Банки
В посёлке работает филиал Сбербанка (в здании администрации р.п.). В торговом центре «Лайм» и на ж/д вокзале стоят банкоматы ВТБ-24 и Сбербанка.
Во всех магазинах есть терминалы моментальной оплаты.

## Транспорт

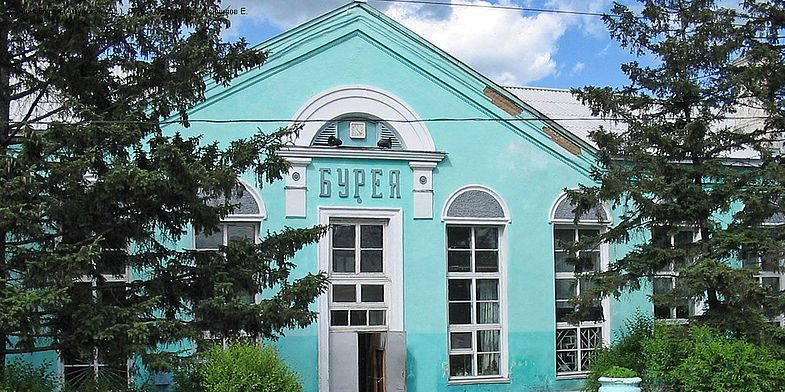
Вокзал станции Бурея

Станция Бурея находится на Трансибирской железнодорожной магистрали, к ней примыкает железнодорожная линия до станции Райчихинск (40 км).
Добраться до посёлка можно с четырёх сторон:
С запада, со стороны Москвы и с востока, со стороны Хабаровска — по железной дороге.
С юга, со стороны Благовещенска — автомобилем.
С севера, по федеральной автотрассе Чита — Хабаровск — на автомобиле с двух сторон (через райцентр Новобурейский и через с. Родионовка)
В посёлке автобусное сообщение осуществляет ООО «Райчихинское ПАТП».
Между посёлком Бурея и посёлком Новобурейским (центр Бурейского района) курсируют два маршрута. Действует несколько частных такси. Междугородние перевозки также оказывает Райчихинское ПАТП. Ежедневные рейсы по району и в Благовещенск. Кроме того, существует частный извоз (заказ по телефону). Ближайшая АЗС «Альянс» находится перед въездом в п. Новобурейский (2 км) (ОАО «АмурНефтеПродукт»). Все междугородные маршруты проходят через железнодорожный вокзал, внутри которого есть автокасса. Также через посёлок идёт два раза в сутки маршрут № 700 «Благовещенск-Хабаровск-Благовещенск» (через Хлебозавод).

## Строительство
Велось строительство многоквартирных домов (методом быстрого строительства — металлокаркас и сэндвич-панели) по программе переселения из ветхого жилья. Также администрация капитально ремонтирует автомобильные дороги в посёлке и восстанавливает уличное освещение, что не может не радовать местных жителей.
В 2011 году ОАО РЖД построило два двухквартирных брусчатых благоустроенных дома для работников. Кроме того, районная администрация капитально отремонтировала оба корпуса Бурейской общеобразовательной школы.
Жилой фонд, в основном, представлен частным сектором. Многоквартирные дома расположены в центре посёлка. Отапливаются центральной поселковой котельной. Микрорайон «Путейский Городок», где в большей части двухэтажные кирпичные дома, отапливается котельной ПЧ. Три дома — два двухэтажных и один трёхэтажный на нижней стороне посёлка отапливаются котельной ООО «Дальневосточное Вагонно-ремонтное депо», один трёхэтажный — котельной Бурейского хлебозавода. В основном, котельные только отапливают. Всего несколько домов получают горячую воду. Очистные сооружения отсутствуют, соответственно нет центрального водоотведения. Во дворах расположены септики (шамбо), которые откачивают ассенизационные машины.
Есть одно общежитие, ранее принадлежало вагонному депо, теперь оно муниципальное. Гостиниц в посёлке нет.
Улицы представлены названиями советской эпохи: Октябрьская (центральная), Амурская, 50-лет Комсомола, Вокзальная, Кировская, Желябовского, Семафорная, Восточная, Осовская и другие.

## Медицина
В посёлке работает амбулаторный филиал центральной районной больницы в здании бывшей железнодорожной больницы. Приём ведут терапевт, зубной врач и педиатр. Также работает дневной стационар и процедурный кабинет.
Стационарное лечение жителей посёлка осуществляется в центральной районной больнице пос. Новобурейский.
В торговом центре «Лайм» открыт аптечный киоск.

## Культура
В посёлке Бурея есть муниципальный культурно-досуговый центр «Гармония» (бывший клуб железнодорожников), где проходят концерты, дискотеки и другие культурные мероприятия. Здесь же располагается тренажёрный зал. В Бурее есть поселковая библиотека. Кроме того, на территории дистанции пути расположена железнодорожная техническая библиотека. Имеется стадион.
Выходит еженедельная районная газета «Советское Приамурье сегодня». Также о жизни района можно прочесть в еженедельной межрайонной газете «Маршрутка. Райчихинск-Прогресс-Бурея» (г. Райчихинск). Кроме того, существовала районная телекомпания «Сигнал», выходившая в эфир с получасовыми вечерними новостями на канале ТНТ.
Аналоговое телевидение отключено. В диапазоне цифрового телевидения DVB-T2 можно принимать два федеральных мультиплекса (20 телеканалов и 3 радиостанции). Телевышка находится в п. Прогресс.
В Бурее на нижнем и верхнем УКВ-диапазонах возможен приём «Радио России-Благовещенск», «Дорожное радио — Благовещенск».

## Религия
Русская православная церковь
Православный приход, что в посёлке Бурея, основан в 1994 году. Назван во имя преподобного Серафима Саровского. Приходу было передано здание бывшего районного дома культуры, построенное в 1940-х годах.
Первым настоятелем храма был назначен священник Георгий Дейнес (ныне служит в одном из храмов Саранской епархии). Его стараниями был установлен временный иконостас и храм был подготовлен для совершения постоянных богослужений.
5 декабря 1998 года в храм был назначен новый настоятель, священник Олег (ныне — иеромонах Евлогий) Самороковский, прослуживший здесь до 1 марта 2000 года. С 2000 по 2002 годы постоянного священника в храме не было, приход окормлялся настоятелями соседних приходов. С 2002 по 2004 год настоятелем храма был священник Василий Верховский. Затем некоторое время храм снова был без настоятеля. 20 февраля 2006 года настоятелем храма вновь был назначен иеромонах Евлогий.
Протестантизм
Также в посёлке есть приходы протестантов.

## Образование
В 2015 году школы объединены в одну — Бурейскую муниципальную СОШ с тремя зданиями (общеобразовательные школы первого (школа № 2) и второго отделения (железнодорожная № 224) и начальная). Муниципальный детский сад № 50 «Теремок» (бывший железнодорожный).

## Торговля
Представлена, в основном, продуктовым и хозяйственным спектром товаров. Магазины самообслуживания - «Троя», «Надежда», сетевой "Бристоль". Современные торговые центры «Лайм» и «Бурея». Фирменный магазин «БлагВин». Магазин китайских товаров. Магазины строительно-хозяйственного назначения и мебельный. Один магазин овощей и фруктов. Оптовый продуктовый магазин. База, осуществляющая торговлю комбикормом. Магазин прессы и музыкальный киоск.

## Общественное питание
На втором этаже магазина «Ника» кафе работает только по коллективным заявкам (корпоративы, дни рождения, похороны).

## Достопримечательности

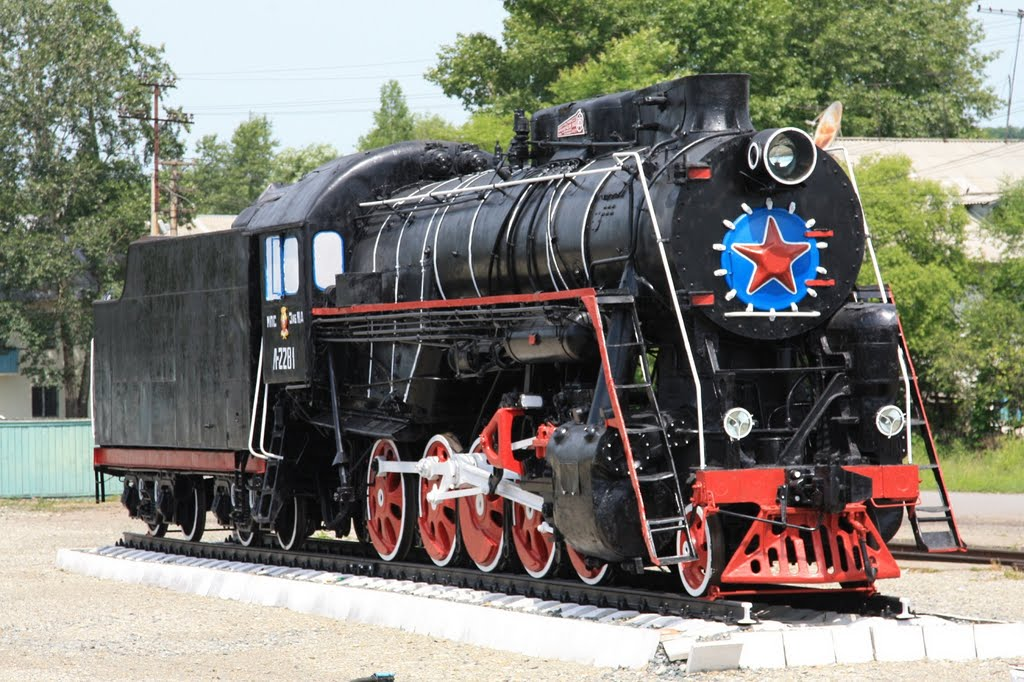
Паровоз Л-2281 на станции Бурея

- Памятник красным партизанам, павшим в борьбе за Советскую власть на Дальнем Востоке в 1918—1922 гг.
- Обелиск воинам-землякам, погибшим в 1941—1945 гг, заложена Аллея Славы.
- Паровоз-памятник на перроне станции Бурея. Установлен в честь 65-летия Великой Победы.
- 2 Памятника Владимиру Ильичу Ленину (Молодой Ульянов и взрослый Ленин — возле школ).
- Мемориал воинам-бурейцам, погибшим в Афганистане и Чечне.

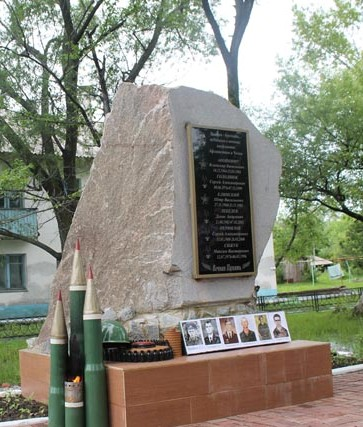
Всегда помним и чтим!